# Ben Goldacre

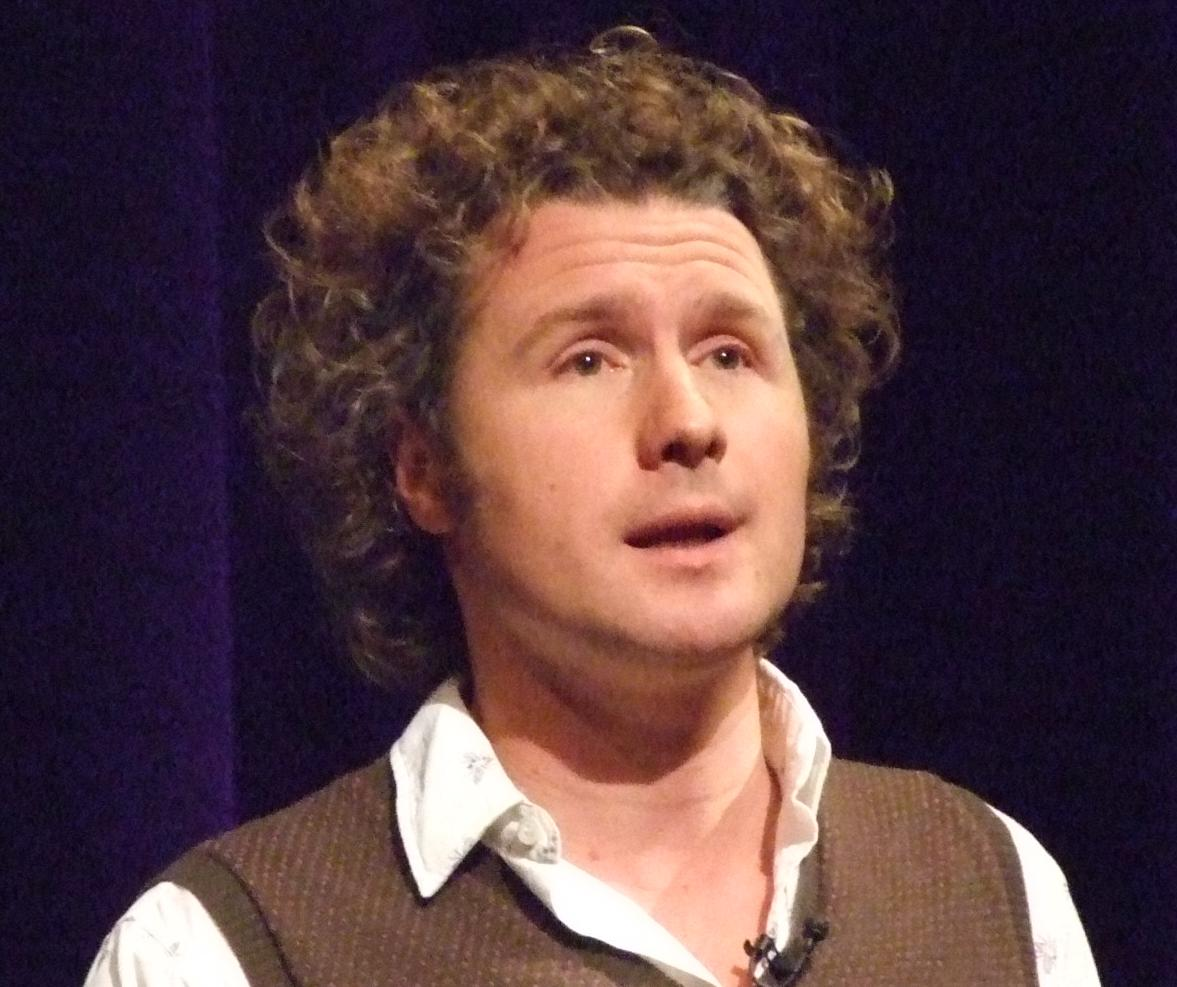
Ben Goldacre

Benjamin Michael (Ben) Goldacre (1974) is een Britse psychiater en wetenschapsjournalist.
Goldacre werd geboren als zoon van hoogleraar Michael Goldacre en popzangeres Susan Traynor met als artiestennaam Noosha Fox.
Hij is bekend geworden door zijn columns in de Britse krant The Guardian met de titel Bad Science. In 2008 werden deze columns gebundeld en bewerkt tot zijn eerste gelijknamige boek. In 2012 volgde “Bad Pharma”.
- Bad Science hekelt het misbruik door bepaalde alternatieve geneeswijzen van de wetenschap.
- Bad Pharma neemt de farmaceutische industrie onder vuur, die sterk geneigd is negatieve onderzoeksresultaten niet te publiceren. In dit verband spreekt hij van “Missing Data”.[5]

Vanwege zijn fundamentele kritiek op het registratieproces van medicijnen was hij gastspreker op 5 juni 2013 bij de Collegedag van het CBG te Utrecht.